# Apatema fasciata
Apatema fasciata is een vlinder uit de familie dominomotten (Autostichidae). De wetenschappelijke naam is, als Gelechia fasciata, voor het eerst geldig gepubliceerd in 1859 door Stainton.
Deze vlinder komt voor in Europa.